# Переворський повіт (II Річ Посполита)
Переворський повіт (нім. Bezirk Przeworsk; пол. Powiat przeworski) — історична адміністративна одиниця на українських землях, що входили до складу Австро-Угорщини і Польщі. Центром повіту було м. Переворськ.

## Королівство Галичини та Володимирії
Провісник пізнішого повіту Судовий повіт Переворськ (адміністративно-судовий орган влади) був створений наприкінці 1850 р. Повітова судова виконавча влада підпорядковувалась утвореному того ж року апеляційному суду у Кракові (за підпорядкованістю до якого повіти вважались належними до Західної Галичини на противагу апеляційному суду у Львові як критерію належності до Східної Галичини).
Сам Переворський повіт як орган адміністративної влади після проголошення в 1854 р. був створений 29 вересня 1855 р. (паралельно до наявного судового повіту) у складі округу Ряшів.
Після скасування окружних відомств наприкінці жовтня 1865 р. їх компетенція перейшла до повітових управлінь. За розпорядженням міністерства внутрішніх справ Австро-Угорщини 23 січня 1867 року під час адміністративної реформи місцевого самоврядування збільшені повіти, зокрема 28 лютого 1867 р. до Ланьцутського повіту був приєднаний повіт Переворськ (з 44 гмін), однак у Ланцутському повіті існував і надалі окремий Переворський судовий округ (повіт).
1 листопада 1899 р. Судовий округ Переворськ був вилучений з повіту та утворений повіт Переворськ.
Переворський повіт за переписом 1910 р. налічував 48 гмін (самоврядні громади) і 38 фільварків та займав площу 403 км². В 1900 році населення становило 50 282 особи. За переписом 1910 р. населення становило 57 044 особи.

## Польща
У 1920 р. повіт був включений до новоутвореного Львівського воєводства.

### Адміністративний поділ
1 січня 1925 р. розпорядженням Ради Міністрів Польщі село Журавички було вилучене з Ярославського повіту і включене до Переворського повіту
1 січня 1926 р. розпорядженням Міністра Внутрішніх Справ присілок Волиця Переворського повіту був вилучений з сільської ґміни Острув і утворена самоврядна ґміна Волиця
Розпорядженням міністра внутрішніх справ 26 березня 1934 р. село Мокра Сторона і більша частина села Горличина приєднані до міста Любачів.
1 серпня 1934 р. здійснено новий поділ на сільські ґміни внаслідок об'єднання дотогочасних (збережених від Австро-Угорщини) ґмін, які позначали громаду села. Новоутворена ґміна відповідала волості — об'єднувала громади кількох сіл або (в дуже рідкісних випадках) обмежувалась єдиним дуже великим селом.

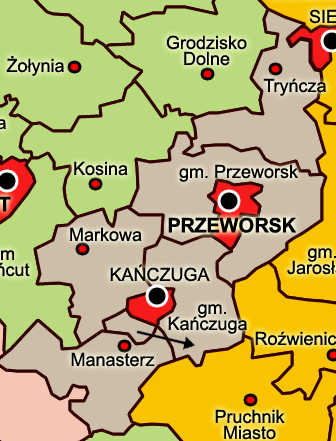
Переворський повіт

Станом на 1934 рік:

#### Ґміни
- Ґміна Маркова
- Ґміна Монастир
- Ґміна Каньчуга
- Ґміна Переворськ
- Ґміна Триньча

#### Міста
- Каньчуга (з 1934)[5].
- Переворськ

## Населення
У 1907 році українці-грекокатолики становили 6 % населення повіту.
На 01.01.1939 у п'ятнадцяти селах (Каньчуга, Гориці, Грязка, Кречовичі, Лопушка Мала, Миротин, Нижатичі, Розбір, Сідлечка, Сіннів, Тернавка, Тринча, Убішин, Відачів, Жуклин) повіту попри півтисячолітню політику полонізації проживали ще рештки українського населення Надсяння  — з 19 470 жителів було 1 115 україномовних українців-грекокатоликів і 2 245 польськомовних на фоні 14 730 поляків і 1 380 євреїв.